# Kurt Lorenz (Schriftsetzer)
Kurt Walter Lorenz (* 18. Dezember 1903 in Dresden; † 20. November 1947 in London) war ein deutscher Schriftsetzer und Angestellter der SPD.

## Leben
Lorenz wurde als Sohn von Ernst und Anna Lorenz geboren. Die Eltern waren beide Schriftsetzer und gehörten der SPD an. Er machte eine Schriftsetzerlehre und arbeitete von 1922 bis 1924 als Maschinensetzer. Im Jahr 1922 trat er in die SPD ein. 1924 heiratete er Charlotte Heide. Im selben Jahr wurde er Angestellter der Dresdner Volkszeitung. Von 1930 bis 1933 war er Geschäftsführer des Oberschlesischen Volksblattes in Gleiwitz.
Im März 1933 emigrierte Lorenz in die Tschechoslowakei. Dort arbeitete er bei der Herstellung der Deutschland-Berichte mit, übermittelte Informationen für die Sopade in Prag und war für die Herstellung illegalen Materials zuständig. Im Jahr 1937 flüchtete er über Paris nach London. Am 18. November 1938 folgte die Ausbürgerung.
In London lebte Lorenz bis zu seinem Tod im Jahr 1947 und arbeitete als Buchdrucker. Er war für die technische Herstellung der Sozialistischen Mitteilungen von Wilhelm Sander zuständig, die im Arbeitszimmer seines Hauses in London gedruckt wurden und erstmals im Januar 1940 erschienen. Er gehörte zu den Gründern der Verlagsgesellschaft „Fight for Freedom Editorial and Publishing Services, Ltd.“. Diese entstand mit Unterstützung von maßgeblichen Labour-Politikern sowie nationalen und internationalen Gewerkschaftern im Januar 1942 als publizistisches Sprachrohr der Vansittartisten im deutschen Exil. Mit Fritz Bieligk, Curt Geyer, Carl Herz, Walter Loeb und Bernhard Menne unterzeichnete er am 2. März 1942 ein Manifest, dass der sozialdemokratischen Arbeiterbewegung Mitschuld am Aufkommen des Nationalsozialismus zuwies und die Existenz einer nennenswerten Opposition in Deutschland leugnete. In der Folge wurde er im Juni 1942 aus der Landesgruppe deutscher Gewerkschafter ausgeschlossen. Ende 1943 trat er mit Carl Herz aus Protest gegen die radikale Deutschlandpolitik aus der Fight for Freedom aus.